# Macromitrium proliferum
Macromitrium proliferum är en bladmossart som beskrevs av Mitten 1869. Macromitrium proliferum ingår i släktet Macromitrium och familjen Orthotrichaceae. Inga underarter finns listade i Catalogue of Life.